# 카드로 만든 집
《카드로 만든 집》(House Of Cards)은 미국에서 제작된 마이클 레삭 감독의 1993년 드라마 영화이다. 캐서린 터너 등이 주연으로 출연하였고 울프강 글래츠 등이 제작에 참여하였다. 이 영화는 1993년 6월 배급을 위해 미라맥스 필름스에 인수된 뒤 1993년 선댄스 영화제에 초연되었다.

## 출연

### 주연
- 캐서린 터너
- 토미 리 존스

### 조연
- 파크 오버롤
- 쉴로 스트롱
- 아샤 메니나
- 에스더 롤

## 기타
- 공동제작: 조나단 생거
- 사운드디자인: 랜디 돔
- 미술: 피터 S. 라킨
- 의상: 줄리 웨이스
- 배역: 말리 핀